# Molina (Malo)
Molina, citata anche come Molina di Malo, è una frazione del Comune di Malo, in provincia di Vicenza.

## Storia
La località risulta abitata fin dall'epoca romana, in base ai resti ritrovati nella zona archeologica posta al confine con la frazione di San Tomio.
Nel XV secolo vennero edificati la chiesa di Santa Maria e il castello gotico di Giovanni Da Porto. Nel Cinquecento Andrea Palladio progetto la villa di Giuseppe Da Porto, rimasta incompiuta.

## Monumenti e luoghi d'interesse
- Chiesa di Santa Maria: la parte centrale dell'edificio, con pianta a croce greca, fu iniziata nel 1466 da Francesco Da Porto. Suo figlio Giovanni commissionò il Christus Patiens e la Pala in pietra della Madonna con il Bimbo e San Bernardino, capolavoro dei Maestri del Pedemuro.
- Castello gotico di Giovanni Da Porto: si allinea lungo la strada, ora devastato, quanto rimane della facciata dalle eleganti torrette, coronata un tempo da pittoreschi merli a coda di rondine. Il Castello fu ultimato nel 1481.
- Villa Porto: sul lato settentrionale della scenografica Corte Granda si innalzano le colonne del pronao, progettate gigantesche, nelle dimensioni del tempio di Giove Statore a Roma. La costruzione della villa, commissionata da Iseppo da Porto e progettata da Andrea Palladio, fu interrotta nel 1542.
- Oratorio di San Rocco: sul sito di precedenti edicole, nel 1708, fu edificato nelle eleganti forme attuali, con qualche sorvegliato elemento rococò. Restaurato di recente conserva all'interno un pregevole altare.